# ギルドホール音楽演劇学校
ギルドホール音楽演劇学校（ギルドホールおんがくえんげきがっこう、英語: Guildhall School of Music and Drama）は、イギリス ロンドン シルクストリートに本部を置くイギリスの芸術大学。1880年創立、1880年大学設置。

## 沿革
1880年設立。多くの俳優・オペラ歌手・ピアニストなどがここを卒業している。

## 組織・教育体制
芸術大学としては珍しい音楽療法コースもある。
現在学校は900人近くの学生を擁しており、そのうち700人が学部生および大学院の音楽学生で、175人が演技およびテクニカルシアタープログラムに参加している。どの年でも、学生の約40％がイギリス国外から来ており、概ね50を超える国籍に及ぶ。

## 卒業生
- レイチェル・ポッジャー - ヴァイオリニスト(バロック・ヴァイオリン奏者)
- オルガ・トヴェルスカヤ - ピアニスト(フォルテピアノ奏者)
- マイリ・ローソン - ソプラノ歌手(現在教授)
- 竹内太郎 - バロックギター・ リュート奏者
- デヴィッド・シューリス - 俳優
- ユアン・マクレガー - 俳優
- オーランド・ブルーム - 俳優
- リス・エヴァンス - 俳優
- アルフレッド・モリーナ - 俳優
- サイモン・ラッセル・ビール - 俳優
- ダミアン・ルイス - 俳優
- ダニエル・クレイグ　俳優
- ジョセフ・ファインズ　俳優
- シャーリー・ヘンダーソン - 俳優
- スティーブン・ロバートソン - 俳優
- ヘイリー・アトウェル - 俳優
- ジョディ・ウィテカー - 俳優
- ミシェル・ドッカリー - 俳優
- トム・グリン＝カーニー - 俳優
- リリー・ジェームズ - 俳優
- フレディ・フォックス - 俳優
- スラヴァ - オペラ歌手
- ブリン・ターフェル - オペラ歌手
- アンネ・ゾフィー・フォン・オッター - オペラ歌手
- ダイド - 歌手
- サヴィナ・ヤナトゥ - 歌手
- 香取優子 - 作曲家
- ウィリアム・サウスゲート - 作曲家、指揮者
- ウィリアム・プリムローズ - ヴィオラ奏者
- ジャクリーヌ・デュ・プレ - チェリスト
- ジョージ・マーティン - 音楽プロデューサー（ビートルズのプロデューサー）